# Jugée coupable
Production
Diffusion
Jugée coupable est une série télévisée franco-belge réalisée par Grégory Ecale d'après un scénario de Franck Ollivier et diffusée en Belgique sur La Une à partir du 25 juillet 2021, en Suisse romande sur RTS Deux à partir du 13 août 2021, et en France sur France 3 à partir du 17 août 2021.
Ce « thriller sur fond de revanche meurtrière et de quête identitaire », tourné dans le Morbihan en Bretagne du 21 septembre au 11 décembre 2020, est une coproduction d'Épisode Productions, France 3, Be-Films et la RTBF (télévision belge), réalisée avec la participation de la Radio télévision suisse (RTS).
La série met en scène Garance Thénault dans le double rôle de Lola Brémont et de sa mère, Manon Jouve, assassinée 25 ans plus tôt, un crime qui a terriblement marqué la région et « continue à hanter les habitants »,,,,,.

## Synopsis
Lola Brémont est une jeune femme de 26 ans qui habite Bordeaux où, après le décès de sa mère Julie Brémont, elle a pour toute famille son oncle.
Diplômée en gestion hôtelière, elle reçoit un jour un SMS l'invitant à un entretien d'embauche comme assistante-manager à l'hôtel des Roches Blanches en Bretagne,,,,.
Mais, sur place, Inès Leroux-Battaglia, la co-directrice de l'hôtel, est surprise et lui répond que les SMS ne viennent pas de son mari, le directeur Nicolas Leroux,,,,,,,.
Alors qu'elle sort de l'hôtel, Lola reçoit un SMS anonyme qui provient du numéro qui lui a fixé ce faux rendez-vous et lui conseille de lire le journal local,,,,,,,, : « Tu devrais aller au Café du Port, lire le journal du jour. Ça devrait t'intéresser ».
Au Café du Port, elle consulte le journal local, qui évoque l'assassinat 25 ans auparavant, jour pour jour, de Manon Jouve, une jeune femme retrouvée morte le 8 octobre 1995 au pied des falaises de Port-Blanc,,,.
Lola est immédiatement frappée par la ressemblance physique impressionnante entre elle et cette jeune femme à qui elle ressemble comme deux gouttes d'eau,,,,,.
À ce moment précis, un nouveau texto lui parvient : « Regarde-la bien. C'est ta mère ».
Découvrant ainsi que la victime est en réalité sa véritable mère, Lola Brémont (qui est née le 3 juillet 1995, soit trois mois avant l'assassinat) comprend qu'elle est une enfant adoptée, plonge dans un passé dont elle ignorait tout et part à la recherche de l'assassin de sa mère (qui court toujours), de l'identité de son père, des motivations de sa mère adoptive Julie Brémont et de sa propre histoire,,,,,,.
La rumeur dit que Manon Jouve « avait bien cherché ce qui lui est arrivé »,,,,.

## Distribution
- Lola et sa famille
  - Garance Thénault : Lola Brémond[Notes 1] / Manon Jouve
  - Gabrielle Lazure : Mireille Jouve
  - Nicky Marbot : Jean-Michel Brémond, le « tonton » de Lola
- Gendarmerie
  - Pierre-Yves Bon : capitaine de gendarmerie Clément Neuville
  - Manuel Gélin : Pierre Neuville, commandant de gendarmerie chargé de l'enquête en 1995, père de Clément Neuville
  - Vincent Winterhalter : lieutenant-colonel Michel Jourdan, chef de la gendarmerie de La Trinité-sur-Mer
  - Inès Melab : lieutenant  de gendarmerie Virginie Martel
  - Anne-Hélène Orvelin : médecin légiste
  - Grégory Servant : technicien en scène de crime (TSC)
- Hôtel des Roches Blanches
  - Jérôme Anger : Georges Battaglia, propriétaire de l'hôtel
  - Élodie Frenck : Inès Leroux, fille de Georges Battaglia, directrice de l'hôtel et amie d'enfance de Manon Jouve
  - Xavier Lemaître : Nicolas Leroux, époux d'Inès Leroux et directeur de l'hôtel
  - Alexis Loret : Éric Battaglia, avocat, frère d'Inès
  - Anthony Lequet : Tom, fils de Nicolas et Inès Leroux, petit-fils de Georges Battaglia
  - Vincent Jouan : Milo Jaouen, ancien homme à tout faire de Georges Battaglia
- Autres personnages
  - Aurélie Vaneck : Gaëlle Jourdan, fille de Michel Jourdan et propriétaire du Café du Port
  - Stéphane Grossi : Rémi Pérec, ex-petit ami de Manon Jouve et suspect à l'époque, découvert mourant par Lola
  - Farouk Bermouga : le journaliste Bertrand Lafont
  - Aubry Houilliez : le fils de Jacques Mesnil, témoin de l'accident de voiture de Manuela Jourdan le 11 novembre 1995
- Retours dans le passé
  - Odile Ernoult : Manuela Jourdan, mère de Gaëlle, morte un mois après Manon Jouve dans un accident de la route
  - Jérôme Thibault : Georges Battaglia jeune
  - Nina Lopata : Inès Leroux jeune
  - Damien Bellard : Éric Battaglia jeune
  - Raphaël Poli : Michel Jourdan jeune
  - Flore Hergault : Gaëlle Jourdan enfant
  - Alexandre Beurrier Dabusco : Milo Jaouen jeune
  - Grégory Di Meglio : le journaliste Bertrand Lafont jeune

Quelques acteurs et actrices de la série
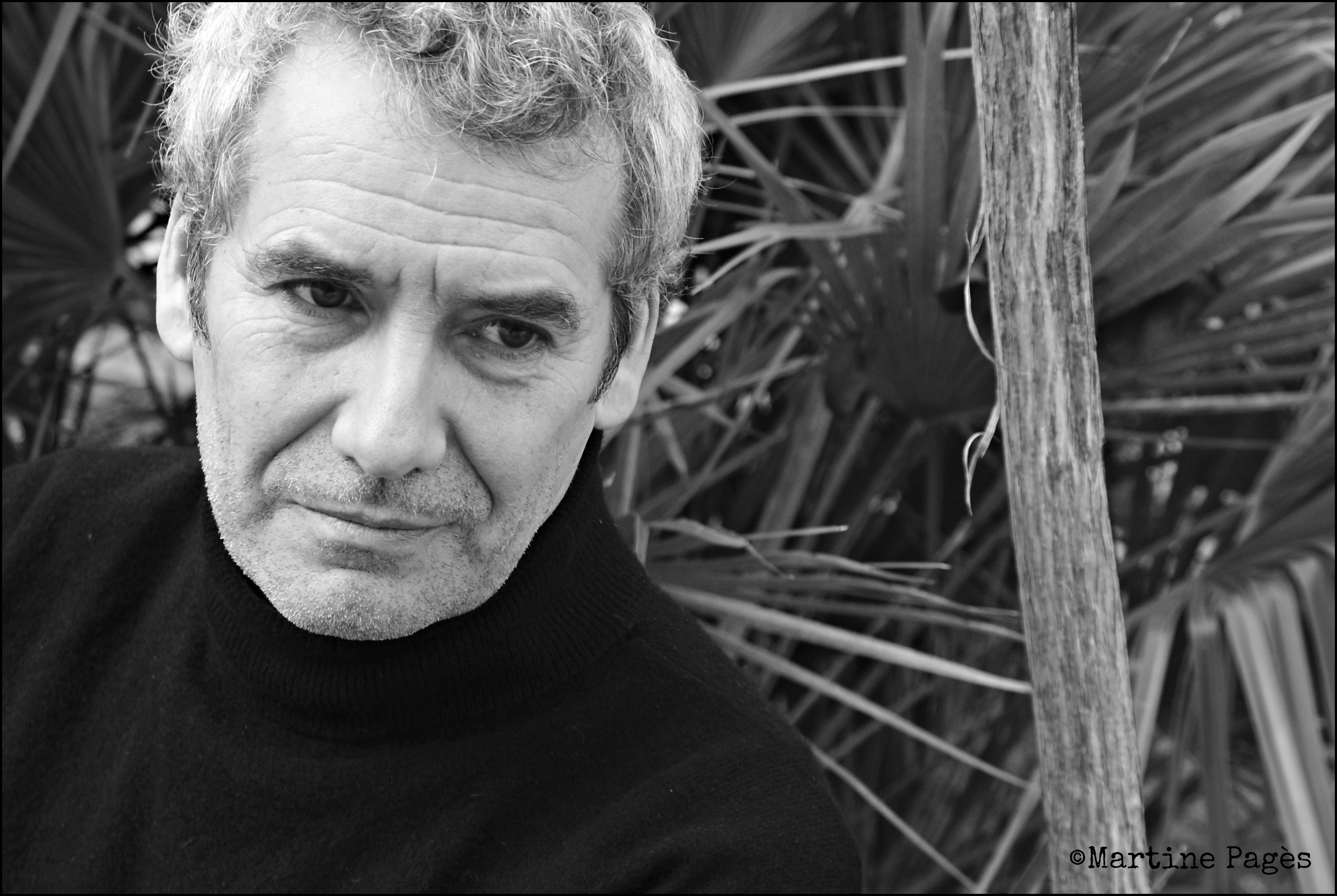
Manuel Gélin (Pierre Neuville).
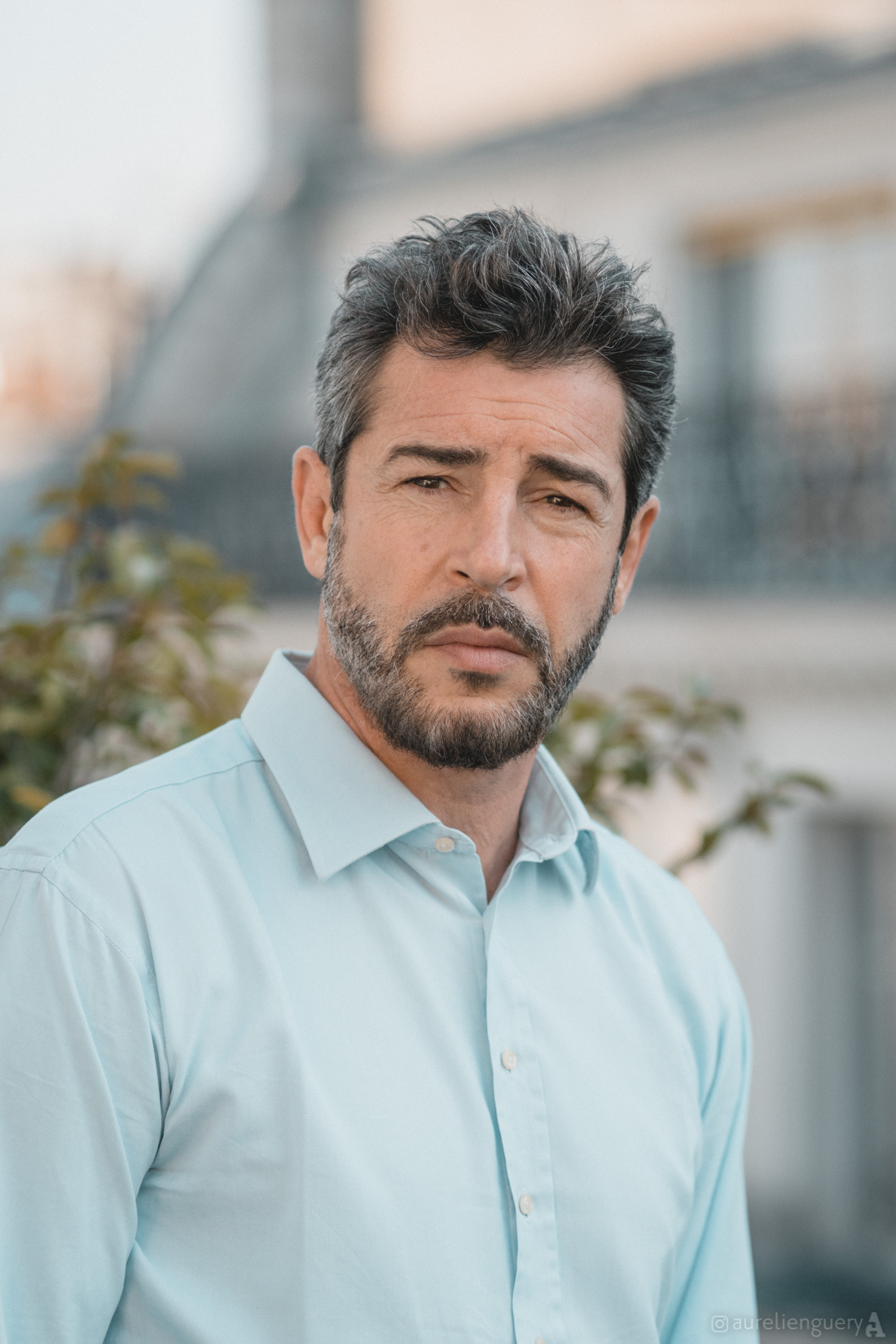
Xavier Lemaître (Nicolas Leroux).
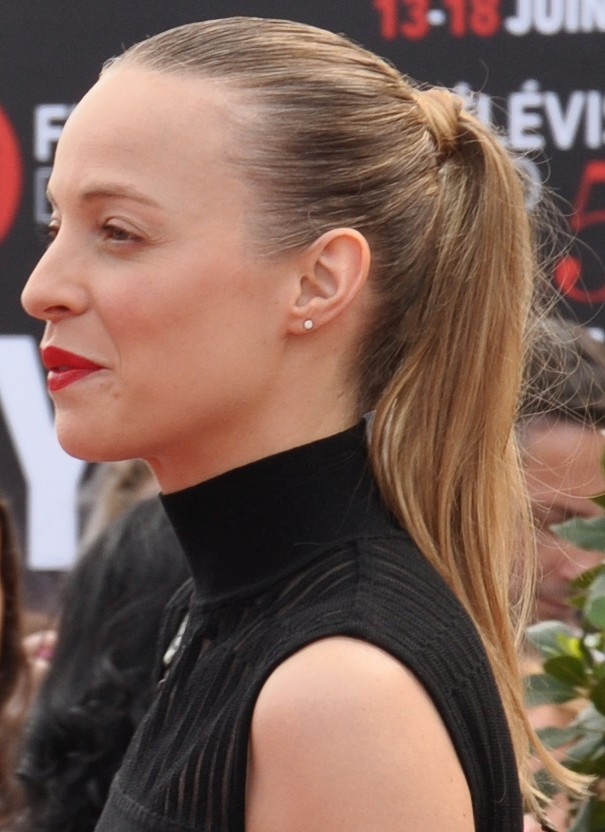
Élodie Frenck (Inès Leroux).

## Production

### Genèse et développement
« Après les déprogrammations de Mongeville et Commissaire Magellan, France 3 se devait de diffuser une nouvelle série policière »,, : en coproduction avec la RTBF, la chaîne propose dès lors Jugée coupable, un polar en six épisodes de 52 minutes.
Le scénario est l'œuvre de Franck Ollivier qui « affectionne les personnages féminins en quête d'identité et les histoires fortes autour de vengeances » : « Il a débuté en 2003 par les sagas estivales Zodiaque et Le Maître du Zodiaque. Il s'est ensuite fait les griffes sur l'adaptation de la célèbre série New York, section criminelle en Paris, enquêtes criminelles, avec Vincent Perez. Depuis, il a imaginé, entre autres, La Vengeance aux yeux clairs, Olivia et des enquêtes de Léo Mattéï, Brigade des mineurs ». Franck Ollivier est allé chercher son inspiration du côté des séries policières anglo-saxonnes, notamment Broadchurch, une fiction anglaise qui se déroule dans une petite ville côtière qui se retrouve sous les feux des projecteurs après la mort d'un petit garçon : cette inspiration a également eu un impact sur les décors de la série puisque le paysage de la région bretonne fait penser aux côtes de Grande-Bretagne.
La réalisation est confiée à Grégory Ecale, originaire de Saint-Maixent-l'École dans le département des Deux-Sèvres, un réalisateur qui a déjà signé des épisodes de Commissaire Magellan et Camping Paradis ainsi que le téléfilm Le Prix de la loyauté,, : « France 3 et Épisodes Productions m'ont confié la réalisation de ce projet écrit par Franck Ollivier. Les retours ayant été bons ils ont décidé d'en faire une série de l'été : ils avaient envie de renouer avec le genre et se sont dit que c'était le bon moment »,.
« J'avais écrit cette série pour un tournage à La Rochelle, l'île de Ré et la façade atlantique, mais j'ai voulu la tourner en Bretagne », explique à Ouest-France le réalisateur, Grégory Ecale. « Il y règne une ambiance policière. Ici, il y a des beaux gris, des couchers de soleil dingues ». « J'aime beaucoup l'île de Ré, mais elle semble davantage convenir à une comédie familiale qu'un thriller. On a finalement préféré l'ambiance de la Bretagne qui se prête plus au polar »,.

### Attribution des rôles
« J'ai proposé une liste de comédiens à France 3, qui ne m'a rien imposé. J'ai créé un casting selon mes goûts, mes convictions et le talent des comédiens », confie le réalisateur Grégory Écale,.
« Au générique, on retrouve les figures familières de ce qui est devenu un genre à part entière, la série dramatique policière de France 3, comme Jérôme Anger ou Vincent Winterhalter. Garance Thénault, qu'on a déjà vue dans plusieurs Meurtres à…, incarne l'héroïne principale »,,.
Garance Thénault raconte comment elle a été recrutée pour la série : « La série a commencé à s'écrire il y a deux ans et demi, au sein d'une production pour laquelle je travaillais (Crimes Parfaits). Ils étaient en train d'écrire et ont pensé à moi pour le rôle ». Elle a dû jouer deux rôles, celui de Lola et celui de sa mère Manon : « j'ai la chance d'incarner deux personnages à la fois (la mère et la fille) et donc d'explorer deux générations, comprendre le pourquoi et le comment des problèmes familiaux. Comme on tourne par rapport au décor, il m'arrivait parfois dans une seule journée de faire les deux. Manon a cependant beaucoup moins de présence à l'écran, donc ce n'était pas tous les jours comme ça. Quand c'était le cas, ça demandait une souplesse d'esprit car il fallait se rendre disponible pour un personnage qu'on n'a pas l'habitude de jouer. Je devais faire un effort de concentration et de recherche d'émotions pour jouer Manon qui était plus éloignée de moi. À l'inverse, Lola m'a vraiment habitée pendant trois mois ».
Le casting comprend également Pierre-Yves Bon (Meurtres dans le Jura, La Garçonne), Élodie Frenck (Les Petits Meurtres d'Agatha Christie), Alexis Loret, Farouk Bermouga (alias Victor Brunet dans Demain nous appartient), Aurélie Vaneck (alias Ninon Chaumette dans Plus belle la vie), Xavier Lemaître (Lupin), Gabrielle Lazure (Un si grand soleil), Vincent Jouan et Manuel Gélin (Sous le soleil),,,,.

### Tournage
Le tournage se déroule du 21 septembre au 11 décembre 2020, dans le Morbihan (à Vannes, Quiberon, La Trinité-sur-Mer, Carnac, Auray, Theix-Noyalo, Arradon, Port-Louis, Port-Haliguen, Hennebont), avec le soutien de la Région Bretagne et la participation de techniciens, comédiens et figurants bretons,,,.
Richard Berkowitz, producteur de la série, explique à Allociné avoir voulu faire de la région un personnage à part entière : « La Bretagne s'est imposée parce que c'est vallonné et sauvage. Dès les repérages, c'était une évidence. Nous avons très vite trouvé des décors surprenants. Le tournage s'est déroulé de septembre à fin décembre, et nous n'avons eu que trois jours de pluie. C'était vraiment des conditions fabuleuses. Et dans chaque décor, nous retrouvions une âme comme si le texte avait été fait pour être tourné là-bas et nulle part ailleurs »,.
Certaines scènes sont tournées dans la mairie de La Trinité-sur-Mer transformée en gendarmerie, à l'hôtel de Limur, un hôtel particulier du XVIIe siècle situé à Vannes, où quelques scènes du téléfilm Jamais sans toi, Louna avait été tournées en 2019, ou devant l'ancienne droguerie d'Hennebont. Quant aux scènes se déroulant à l'hôtel des Roches Blanches, elles ont été tournées en Loire-Atlantique à l'hôtel du Domaine de la Bretesche, à Missilac.
L'ombre du Covid plane sur le tournage : « De nouveaux métiers ont été créés, comme le référent Covid. Dans la précipitation d'un tournage, il est facile d'oublier de changer de masque. Le référent est là pour nous le rappeler. Et on désinfecte tout, jusqu'aux volants des voitures » raconte le réalisateur Grégory Ecale,. La référente Covid, présente en permanence sur le plateau, asperge régulièrement les mains des techniciens avec du gel hydroalcoolique. « On ne voyait personne d'autre. Nous ne retirions nos masques qu'entre « moteur ! » et « coupez ! » D'habitude, sur les tournages, le soir on se retrouve pour dîner, sortir, discuter… Là, une fois les prises en boîte, chacun rentrait se confiner chez lui. C'était d'autant plus dommage qu'on s'entendait tous très bien. C'est une curieuse expérience, humainement parlant » confie Aurélie Vaneck.
La série sort en télévision durant l'été 2021 « après onze mois de travail intensif » « entre les préparatifs, le tournage, la post-production »,.

### Fiche technique
- Titre français : Jugée coupable
- Genre : Thriller policier[5]
- Production : Richard Berkowitz, Olivier Guedj[7]
- Sociétés de production : Épisode Productions, France 3, Be-Films et la RTBF (télévision belge), avec la participation de la RTS (Radio télévision suisse)[2]
- Création : Franck Ollivier[10],[8]
- Réalisation : Grégory Ecale[7],[8],[15], Romain Cros (premier assistant-réalisateur)[30]
- Scénario : Franck Ollivier[6],[7]
- Musique : Laurent Sauvagnac, Stéphane Zidi
- Décors : Françoise Rabut[30],[31]
- Accessoires : Isabelle Voisin[31]
- Costumes : Agathe Vangrevenynge, Alain Chapuis
- Photographie : Thierry Jault
- Son : Nicolas Waschkowski
- Montage : Pierre Molin-Mabille
- référente Covid : Linda Tonnerre
- Pays de production :  France /  Belgique
- Langue originale : français
- Format : couleur
- Nombre de saisons : 1
- Nombre d'épisodes[7],[8],[14],[15],[29] : 6
- Durée : 52 minutes[7],[8],[15],[29]
- Dates de première diffusion :
  - Belgique : 25 juillet 2021 sur la Une[3],[4],[5],[6]
  - Suisse : 13 août 2021 sur RTS Deux[13],[32]
  - France : 17 août 2021 sur France 3[8],[9],[10],[15],[16],[29]

## Épisodes
Les épisodes, sans titre, sont numérotés de 1 à 6.

## Accueil

### Audiences et diffusion

#### En Belgique
En Belgique, la série est diffusée le dimanche à 20 h 45 sur La Une par salve de deux épisodes du 25 juillet au 8 août 2021,,,.
| Épisode | Diffusion                | Diffusion         | Audience moyenne          | Audience moyenne                       | Réf.   |
| Épisode | Jour                     | Horaire           | Nombre de téléspectateurs | Part de marché (sur les 4 ans et plus) | Réf.   |
| ------- | ------------------------ | ----------------- | ------------------------- | -------------------------------------- | ------ |
| 1       | Dimanche 25 juillet 2021 | 20 h 45 - 21 h 45 | 324 324                   | 22,4 %                                 | [ 33 ] |
| 2       | Dimanche 25 juillet 2021 | 21 h 45 - 22 h 45 | 324 324                   | 22,4 %                                 | [ 33 ] |
| 3       | Dimanche 1er août 2021   | 20 h 45 - 21 h 45 | 278 791                   | 19,3 %                                 | [ 33 ] |
| 4       | Dimanche 1er août 2021   | 21 h 45 - 22 h 45 | 278 791                   | 19,3 %                                 | [ 33 ] |
| 5       | Dimanche 8 août 2021     | 20 h 45 - 21 h 45 | 224 441                   |                                        | [ 33 ] |
| 6       | Dimanche 8 août 2021     | 21 h 45 - 22 h 45 | 224 441                   |                                        | [ 33 ] |
|         |                          |                   |                           |                                        |        |
| Moyenne | Moyenne                  | Moyenne           | 275 852                   |                                        |        |

- Les plus hauts chiffres d'audience
- Les plus bas chiffres d'audience

#### En Suisse
En Suisse romande, la série est diffusée le vendredi à 20 h 45 sur RTS Deux depuis le 13 août 2021,.

#### En France
En France, la série est diffusée le mardi à 21 h 05 sur France 3 par salve de deux épisodes du 17 au 31 août 2021,,,,,. Elle est rediffusée en juin 2023.
| Épisode | Diffusion          | Diffusion         | Audience moyenne          | Audience moyenne                       | Audience moyenne         | Audience moyenne | Réf.   |
| Épisode | Jour               | Horaire           | Nombre de téléspectateurs | Part de marché (sur les 4 ans et plus) | Part de marché (FRDA-50) | Classement       | Réf.   |
| ------- | ------------------ | ----------------- | ------------------------- | -------------------------------------- | ------------------------ | ---------------- | ------ |
| 1       | Mardi 17 août 2021 | 21 h 05 - 22 h 00 | 3 377 000                 | 16,2 %                                 | 4,6 %                    | 1er              | [ 34 ] |
| 2       | Mardi 17 août 2021 | 22 h 00- 22 h 50  | 3 160 000                 | 16,4 %                                 | 4,6 %                    | 1er              | [ 34 ] |
| 3       | Mardi 24 août 2021 | 21 h 05 - 22 h 00 | 3 383 000                 | 14,6 %                                 | 3,7 %                    | 2e               | [ 35 ] |
| 4       | Mardi 24 août 2021 | 22 h 00 - 22 h 50 | 3 320 000                 | 15,6 %                                 | 3,7 %                    | 2e               | [ 35 ] |
| 5       | Mardi 31 août 2021 | 21 h 05 - 22 h 00 | 3 558 000                 | 15,1 %                                 | 4,1 %                    | 2e               | [ 36 ] |
| 6       | Mardi 31 août 2021 | 22 h 00 - 22 h 50 | 3 410 000                 | 16,3 %                                 | 4,1 %                    | 2e               | [ 36 ] |
|         |                    |                   |                           |                                        |                          |                  |        |
| Moyenne | Moyenne            | Moyenne           | 3 368 000                 | 15,7 %                                 | 4,1 %                    | 2e               | [ 37 ] |

- Les plus hauts chiffres d'audience
- Les plus bas chiffres d'audience

### Accueil critique
Pour VL-Media, « Grégory Ecale signe une réalisation enlevée, rythmée par les découvertes de Lola sur son passé. La grande découverte de la série reste Garance Thénault que l'on retrouve enfin dans un grand (rôle) principal dans une fiction. Magnétique au possible, son jeu épuré, naturel (tellement naturel qu'elle donne le sentiment d'être et de ne pas jouer) lui permet de littéralement porter la série et de s'imposer dans une distribution pourtant portée par des comédiens qui n'ont plus rien à prouver. Il est certain qu'il y aura un avant et un après pour la comédienne parfaitement crédible en héroïne de séries. Une vraie révélation ».
Pour Télé Z, « Bien que Jugée coupable ne s'affranchisse pas des quelques défauts des grandes sagas estivales, le début laisse présager d'une élégante série, dopée par un cadre somptueux et une héroïne principale irréprochable ».
Pour Émilien Hofman, chroniqueur au magazine hebdomadaire belge Moustique, « Jugée coupable dispose de quelques ingrédients convaincants, à savoir l'intrigue, le fil narratif tissé entre passé et présent et le cadre accidenté de l'histoire, près de Vannes, dans le Morbihan ».
Lucie Reeb du site Allociné estime que « la série réunit les ingrédients de toute bonne saga de l'été qui se respecte : secrets de famille qui refont surface, un corbeau qui a à coeur de tous les déterrer, castings composés de visages déjà connus du grand public (Jérôme Anger, Alexis Loiret, Farouk Bermouga ou encore Aurélie Vaneck pour ne citer qu'eux), et des twists surprenants à chaque épisode qui nous tiennent en haleine jusqu'à la révélation finale […] L'intrigue est bien ficelée, sans temps mort et ne tire pas en longueur grâce à ses nombreux rebondissements. De la première à la dernière minute, le téléspectateur est embarqué dans l'histoire, et n'attend qu'une chose : le dénouement. Un dénouement qui apporte d'ailleurs son lot de surprises, ce qui est plutôt admirable dans un genre où la résolution se devine parfois dès le deuxième épisode. Du côté du casting, Garance Thénault, qui obtient ici son premier grand rôle dans une fiction, brille par sa simplicité et sa justesse d'interprétation […] En somme, Jugée coupable est la série parfaite pour cette fin d'été morose ».
Thomas Destouches, de l'hebdomadaire Télécâble Sat Hebdo, se montre lui aussi très enthousiaste : « Les sagas d'été vous ont manqué ? Réjouissez-vous, la disette est finie ! Avec Jugée coupable, France 3 ranime avec réussite cette tradition télévisuelle. Cette mini-série, suivant Lola (Garance Thénault), une jeune femme découvrant malgré elle le secret de ses origines, coche avec un vrai savoir-faire toutes les cases du genre ».
Pour Ouest-France, « Jugée coupable plonge le téléspectateur au cœur d'une intrigue policière et familiale étonnamment bien ficelée ».
Le magazine Télé 7 jours est lui aussi très positif : « Magnifiée par la beauté brute des paysages bretons, une saga haletante en six épisodes qui rappelle l'atmosphère des séries norvégiennes. Un thriller teinté de drames familiaux, porté par la jeune Garance et un casting solide comme le granit, Jérôme Anger en tête ».